# Haplidoeme punctata
Haplidoeme punctata är en skalbaggsart som beskrevs av Chemsak och Linsley 1971. Haplidoeme punctata ingår i släktet Haplidoeme och familjen långhorningar. Inga underarter finns listade i Catalogue of Life.